# Narborough (Leicestershire)
Narborough è un paese di 8 402 abitanti della contea del Leicestershire, in Inghilterra.